# Zuccotti Park
Zuccotti Park (dawniej Liberty Plaza Park) - park w Nowym Jorku. Założony w 1968. Uległ częściowemu zniszczeniu podczas zamachów z 11 września w 2001. W 2006 otworzony ponownie, pod zmienioną nazwą, na cześć Johana E. Zuccottiego, prezesa korporacji Brookfield Office Properties, która obecnie jest właścicielem parku. W 2011 znany jako matecznik demonstracji Okupuj Wall Street.